# Бодниекс, Валентин
Валентин Бодниекс (латыш. Valentins Bodnieks; 22 сентября 1908 — 2 октября 1984) — латвийский резчик по дереву.
Валентин Бодниекс родился 22 сентября 1908 года в Санкт-Петербурге. Брат — художник по металлу Джемс Бодниекс (1910—1987).
Учился в студии рисунка и живописи Рижской народной высшей школы у У. Скулме, Р. Суты и К. Убана (1924—1925) и в студии декоративно-прикладного искусства Латвийского народного университета (1924—1937).
Работал резчиком по дереву в объединении «Пашу дарбс» (1936—1945), с 1945 года — художественный комбинат «Максла»
Член Союза художников Латвии (с 1945). Награждён золотой медалью выставки латвийского декоративно-прикладного искусства в Берлине (1936) и бронзовой медали Всемирной выставки в Брюсселе (1958).
Принимал участие в выставках с 1934 года. Работал в технике резьбы и инкрустации с использованием янтарной декоративной отделки. Автор большого числа разнообразных предметов интерьера, деревянной декоративной посуды, народных музыкальных инструментов и мебели.
Умер 2 октября 1984 года в Риге, похоронен на Яунциемском кладбище.